# Wojciech Sampoliński
Wojciech Sampoliński († vor 1526 in Polen) war ein polnischer Adeliger, Beamter im Staatsdienst und Offizier.
Sampoliński nahm als Kommandeur an mehreren Kriegen Polen-Litauens gegen die Nachbarstaaten teil. Er kämpfte mit seinen Truppen unter dem Oberkommando von Konstantin Iwanowitsch Ostroschski in der Schlacht bei Wiśniowiec 1512 gegen das Krimkhanat, in der eine große Razzia der Perekop Tataren zerschlagen wurde. Sein militärischer Erfolg unter Ostrogski setzte sich fort, als er in der Schlacht bei Orscha 1514 teilnahm, während des Moskowitisch-Litauischen Kriegs 1512–22 gegen das Großfürstentum Moskau. Er kommandierte in der Schlacht die Truppen des königlich-polnischen Hofs zusammen mit Janusz Świerczowski.
Sampoliński war als Hetman des königlichen Hofs und Wojski von Kruszwica, auch Beamter im Staatsdienst.